# St Blazey
St Blazey sau St Blaise (Limba cornică: Lanndreth) este un oraș în comitatul Cornwall, regiunea South West, Anglia. Orașul se află în districtul Restormel. În apropiere se află faimosul Eden Project, un proiect de mediu realizat într-o fostă carieră. Complexul proiectului este format dintr-o serie de domuri sub care au fost refăcute diferite tipuri de climate. 

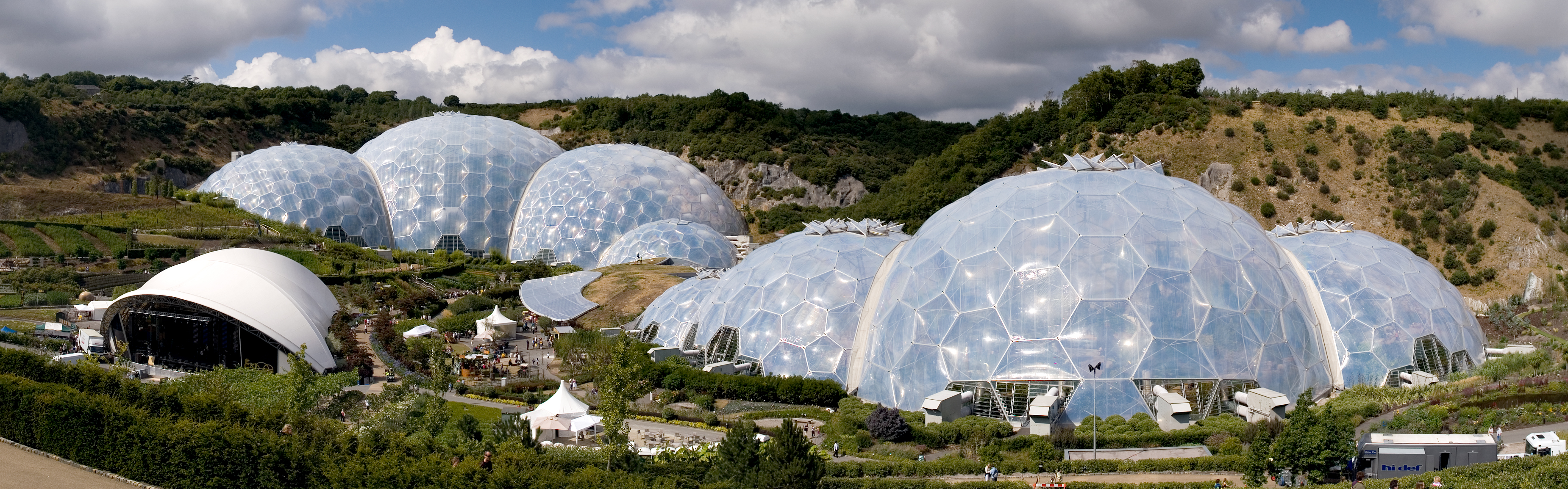
Eden Project